# Matthew B. Lowrie
Matthew B. Lowrie (ur. 1773 w Edynburgu, zm. 28 lipca 1850) – amerykański polityk, burmistrz Pittsburgha w latach 1830–1831.

## Życiorys
Urodził się w Edynburgu, Szkocja skąd wyemigrował z rodzicami do Pensylwanii. W młodości przyjechał do Pittsburgha i założył dobrze prospektujący biznes warzywny. Jego brat, Walter Lowrie, był amerykańskim senatorem, a jego syn, Walter H. Lowrie, został Chief Justice of Pennsylvania's Supreme Court.
Zmarł w 1850 na cholerę. Został pochowany na cmentarzu Allegheny.